# 鄭永鎬
鄭 永鎬（チョン・ヨンホ、? - 2017年4月7日）は、韓国の歴史学者。檀国大学校石宙善記念博物館長兼碩座教授。著書に『韓国の石塔』など。